# Huub Baarsgarst
Hubertus Cornelis Marinus (Huub) Baarsgarst (Rotterdam, 12 januari 1909 – Eindhoven, 25 oktober 1985) was een amateurbokser uit Nederland, die in 1924 namens zijn vaderland deelnam aan de Olympische Spelen van Parijs. Daar verloor hij in de eerste ronde van de gewichtsklasse tot 61,24 kilogram, oftewel het lichtgewicht, van een tegenstander uit Australië.
Baarsgarst kwam in de hoofdstad van Frankrijk echter uit onder een andere naam: Huub Huizenaar, en zo staat hij ook officieel opgenomen in de boeken van het Internationaal Olympisch Comité. Het gebruik van een pseudoniem is deels te verklaren door het feit dat Baarsgarst een stiefbroer was van bokstrainer Theo Huizenaar, die in Parijs aan het hoofd stond van de negen koppen tellende boksdelegatie uit Nederland. Later onthulde Huizenaar in zijn biografie dat hij had gesjoemeld met de leeftijden van zijn boksers, onder wie met die van Baarsgarst. Die is in de annalen opgenomen met geboortejaar 1906, terwijl hij in werkelijkheid ter wereld kwam in 1909.
Nadien trad hij toe tot de rijen der professionals, waar Baarsgarst bekendstond als een gentleman-bokser. Hij concentreerde zich voornamelijk op zijn verdediging, en kwam daardoor niet al te spectaculair over in de ring. Eénmaal vocht hij om de Europese titel; hij verloor van de Belg Gustave Roth op punten. De kampioen in het middengewicht van Nederland bij de profs (1930 tot en met 1933) stopte op 23-jarige leeftijd.